# Emilià-romanyol
L'emilià-romanyol, emilianoromanyès o, menys correctament, emilianoromà, és una llengua romànica del grup gal·loitàlic parlada a la part nord-occidental d'Itàlia, incloent-hi l'Emília-Romanya, el sud de Llombardia i Vèneto i el nord de la Toscana i les Marques. També es parla a San Marino.
El nombre de parlants a l'Emília-Romanya s'estima en 3.500.000 aproximadament (dades de 1983). A San Marino, el 83% de la població (20.100 habitants) parla aquesta llengua.
És una llengua diferenciada de l'italià toscà, tot i que les nombroses interferències lingüístiques amb aquest, el fet de no tenir reconeixement oficial i que tots els seus parlants usen també habitualment la llengua majoritària a l'estat com a llengua culta i de relació pública, posen en perill la seva supervivència com a llengua.

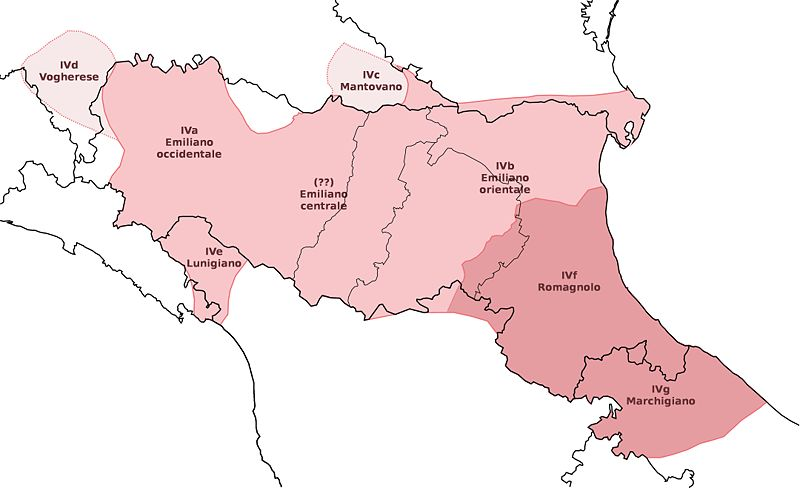
Àrea geogràfica de l'emilià i del romanyol

L'àmbit territorial d'aquesta llengua s'estén des de Piacenza a Senigallia a les Marques, i entre el riu Po, l'Adriàtic i els Apenins, a la regió d'Emília-Romanya. També es parla a San Marino, on rep la denominació de sanmarinès, dialecte de la llengua romanyola. No hi ha dades fiables sobre els seus parlants, sobre aquells que són capaços de parlar-la o els qui ho fan habitualment. Es calcula que hi ha entre dos i tres milions de persones que poden parlar-la.
Se'n distingeixen diversos dialectes, sense que es pugui dir que hi hagi una estandardització precisa o un dialecte central: l'emilià i el romanyol, les dues llengües principals que formen l'emilià-romanyol, i els seus dialectes. A la ciutat de Bolonya es parla menys en emilià-romanyol que als pobles petits de la regió.